# BAC Jet Provost
BAC Jet Provost är ett brittiskt jetskolflygplan som användes av Royal Air Force (RAF) från 1955 till 1993. Det utvecklades ursprungligen av företaget Hunting Percival från det tidigare kolvmotordrivna skolflygplanet Percival Provost och producerades senare av British Aircraft Corporation (BAC). Förutom de många RAF-orderna exporterades Jet Provost, ibland med lätt beväpning, till många flygvapen över hela världen. Designen vidareutvecklades även till en tungt beväpnad attackvariant under namnet BAC Strikemaster.

## Utveckling
I början av 1951 började Hunting Percival arbetet med designstudier som i slutändan skulle leda till Jet Provost. Vid den tiden var företaget i färd med att etablera massproduktion för den tidigare kolvmotoriserade skolflygplanet Percival Provost, men hade räknat med att efterfrågan på ett jetdrivet träningsflygplan skulle vara vid horisonten. Designteamet syftade till att producera ett flygplan som var kapabelt att motsvara hanteringsegenskaperna hos operativa jetjaktplan från eran samtidigt som de har blygsamma inflygnings- och stallhastigheter och förblir enkel att hantera, i motsats till att sträva efter att uppnå maximal prestanda.
Den 26 juni 1954 genomförde prototypen XD674 sin första flygning från fabriken på Luton Airport, där den flögs av Dick Wheldon. En serie av sju flygningar flögs i snabb följd under de följande tre dagarna. I början av november 1954 hade totalt 123 flygtimmar ackumulerats av prototypen under Hunting Percivals eget flygtestprogram, varefter prototypen lämnades in för officiella försök vid RAF Boscombe Down. Medan testningen visade att Jet Provosts övergripande prestanda var tillfredsställande, gjordes förbättringar, som att förkorta benen på landningsstället för en jämnare rullning när den användes på halvpreparerade landningsbanor.
Den 1 september 1955 gjorde den första Jet Provost T2 sin första flygning. Denna variant användes endast för utvecklingsarbete; förutom att den har sett användning på Hullavington skickades tre Jet Provost T2:or utomlands för vinterförsök i Skandinavien och en serie försäljningsresor över Europa, Kanada, USA och Latinamerika.
I juni 1957 gjordes en produktionsorder för de första 40 av den utvecklade Jet Provost T3, med en kraftfullare Armstrong Siddeley Viper jetmotor, katapultstolar, en omdesign av flygplanet och en förkortad och förstärkt version av det infällbara trehjuliga landningsstället. Percival byggde ett enda exempel, som enbart användes för strukturella tester under hela utvecklingsstadierna, vilket gav konstruktörerna värdefull forskning om vad som kunde uppnås med den grundläggande designen. Den 22 juni 1958 genomförde den första Jet Provost T.3 sin första flygning. Totalt levererades 201 T3:or mellan 1958 och 1962.
T4:an följde 1960, utrustad med en kraftfullare variant av Viper-motorn och flög först den 15 juli. Detta följdes av den trycksatta T5:an 1967. T51 var en väpnad exportversion, såld till Ceylon (nuvarande Sri Lanka), Kuwait och Sudan. Den var beväpnad med två 7,7 mm (0,303 tums) kulsprutor. T52 var en annan exportversion som såldes till Irak, Sydjemen, Sudan och Venezuela, med samma beväpning som T51. T55 var den sista beväpnade exportversionen som såldes till Sudan.

## Användning
Efter de framgångsrika acceptansförsöken av T1 under slutet av 1955 vid No. 2 Flying Training School vid RAF Hullavington accepterade RAF formellt typen 1957. Den första produktionsversionen var T3, som drevs av Viper 102, och denna togs i bruk med No. 2 FTS, belägen på RAF Syerston, under juni 1959 levererade Huntington Aircraft från fabriken till Huntington Aircrafts flygplats. T3:an flögs också av Central Flying School vid RAF Little Rissington; Royal Air Force College vid RAF Cranwell, Lincolnshire; av nummer 1 flygutbildningsskolan vid RAF Linton-on-Ouse, Yorkshire; 3FTS vid RAF Leeming, Yorkshire; 6FTS vid RAF Acklington, Northumberland; och 7FTS vid RAF Church Fenton, Yorkshire. De sidoplacerade sätena sida vid sida användes också vid RAF Brawdy i Wales för att träna Forward Air Controllers.
Den senare T4:an var utrustad med den kraftfullare Viper A.S.V. 11 motor med 11.1 kN statisk dragkraft och flög först den 15 juli 1960. Den togs snabbt i bruk av enheterna som anges ovan.
T5-varianten var utrustad med Viper 201 och cockpit med tryckkabin. Denna utveckling uppmuntrade RAF att använda Jet Provost i ett antal olika roller förutom grundläggande utbildning. Med en topphastighet på 707 km/h, utmärkt manövrerbarhet, mekanisk tillförlitlighet och låga driftskostnader, användes Jet Provost som ett aerobatiskt flygplan, luftkrigföring och taktisk vapenträning samt avancerad utbildning. Den första T5:an gjorde sin första flygning den 28 februari 1967 och leveranser från BAC:s Warton-fabrik började den 3 september 1969. Operatörer av T5:an inkluderade RAF:s Centrala flygskola och nr 1, nr 3 och nr 6 för flygutbildning.
Förutom service med RAF fann Jet Provost framgång på exportmarknaderna.

## Användare
- Australiens flygvapen
- Ceylon flygvapen
- Iraks flygvapen
- Jemens flygvapen
- Kuwaits flygvapen
- Nigerias flygvapen
- Portugals flygvapen
- Republiken Singapores flygvapen
- Sudans flygvapen
- Storbritanniens flygvapen
- Venezuelas flygvapen

## Liknande flygplan
- Aero L-29 Delfín
- Canadair CT-114 Tutor
- Cessna T-37 Tweet
- Fouga CM.170 Magister
- HAL HJT-16 Kiran
- Saab 105